# 夜花属
夜花属（学名：Nyctanthes）是木犀科下的一个属，为直立灌木或小乔木植物。该属共有2种，分布于印度至印度尼西亚。

## 物种
本属包括以下物种：
- Nyctanthes aculeata Craib
- 夜花 Nyctanthes arbor-tristis L.